# Hindbærsnitte
En hindbærsnitte eller genfersnitte er en tørkage bestående af to plader af mørdej på ca. 3-5 mm tykkelse: bund- og topkrummen lagt sammen om et tyndt lag hindbærmarmelade. Oven på topkrummen lægges hvid glasur og endelig drysses med tivolikrymmel.

## Fodnoter
1. ↑  "Hindbærsnitten - Genfersnitter". Arkiveret fra originalen 19. april 2016. Hentet 2. april 2016.